# Вечеслав Харнај
Вечеслав Харнај (рум. Viaceslav/Veceslav Harnaj, 7.11.1917, Бајмаклија (молд. Baimaclia), Каушански округ (молд. Raionul Căuşeni), Молдавија – 28. 10. 1988, Букурешт, Румунија), је румунски научник и универзитетски професор, оснивач савременог румунског пчеларства. Био је еминентни научник, професор, шеф катедре на Политехничком институту у Букурешту, Институту за грађевине, Војнотехничкој академији, Институту за рударство и Институту за нафту, гас и геологију у Букурешту, познати специјалиста на националном и међународном нивоу, власник бројних патента признатих од стране асоцијације проналазача.

## Биографија
Веацеслав Харнај је од малена волео пчеларство, љубав према пчелама пренео му је његов отац, угледни пчелар и марљив пропагатор овог миленијумског занимања.
Пре 1945. године у Румунији је постојало неколико професионалних удружења, која су углавном имала зонски али не и национални карактер. Године 1957. професор Веацеслав Харнај, заједно са неколико блиских сарадника (страствених пчелара), успео је да оснује Удружење пчелара у Румунији (Asociația Crescătorilor de Albine – (ACA)).
Својом страшћу, компетентношћу и дипломатијом, професор Харнај је од АСА створио праву подршку пчеларству и сервис пчеларима у Румунији:
- Покренуо је разне курсеве, обуке и специјализацију за пчеларе;
- Омогућило је стимулисање пчелара обезбеђивањем ниских цена за биостимулаторе (нпр. шећер од 6 леја/кг, када је на тржишту коштао 9 леја, а 9 леја када му је цена била 14 леја), као и прихватљиве откупне цене меда.
- За селидбу пчела, пчелари су плаћали само половину цене изнајмљеног превозног средства;
- Подстакао је и својим личним доприносом омогућио објављивање часописа Apicultura, који је достизао тираж од 25-30.000 примерака;
- Подстакао је штампање и репринт специјализоване литературе из области пчеларства;
- У Букурешту је основао пчеларску гимназију, средњу школу чији су матуранти (велики део њих), постали високо квалификовани пчелари.

Године 1965. изабран је за председника Међународног савеза пчеларских удружења (АПИМОНДИА). Тада је статус Апимондије предвиђао да неко лице не може бити председник дуже од два мандата од 5 година. Пред крај другог мандата, због резултата које је остварио, законодавно тело АПИМОНДИЈЕ одлучило је да се промени статут. Ова промена му је омогућила останак на челу АПИМОНДИЈЕ, тако да је био председник  све до 1985. године, када му здравље то више није дозвољавало. Након повлачења са функције, 1985. г. изабран је за почасног председника АПИМОНДИ-је.
Професор Харнај је такође имао престижну националну и међународну активност на техничком пољу као инжењер, универзитетски професор у земљи и иностранству, проналазач, потписник многих престижних дела, (аутор преко 150 научних дела, преведених на бројне језике) стичући тако многа међународна признања и медаље.
Године 1974. оснива Институт за истраживање и развој пчеларства. Допринео развоју апитерапије. Почасни члан Међународне академије Понтзен (1975) у Напуљу.
Институт „Apicola Băneasa” преименован је 1991. године и понео је његово име.
У Букурешту, поред „Пчеларског комплекса Вечеслав Харнај“ („Complexul Apicol Veceslav Harnaj”), налази се „Технолошки колеџ Вечеслав Харнај“ ( „Colegiul Tehnologic Veaceslav Harnaj”).
Године 2007. у Кишињеву је одржана међународна конференција посвећена 90-о годишњици његовог рођења.